# Castle Combe

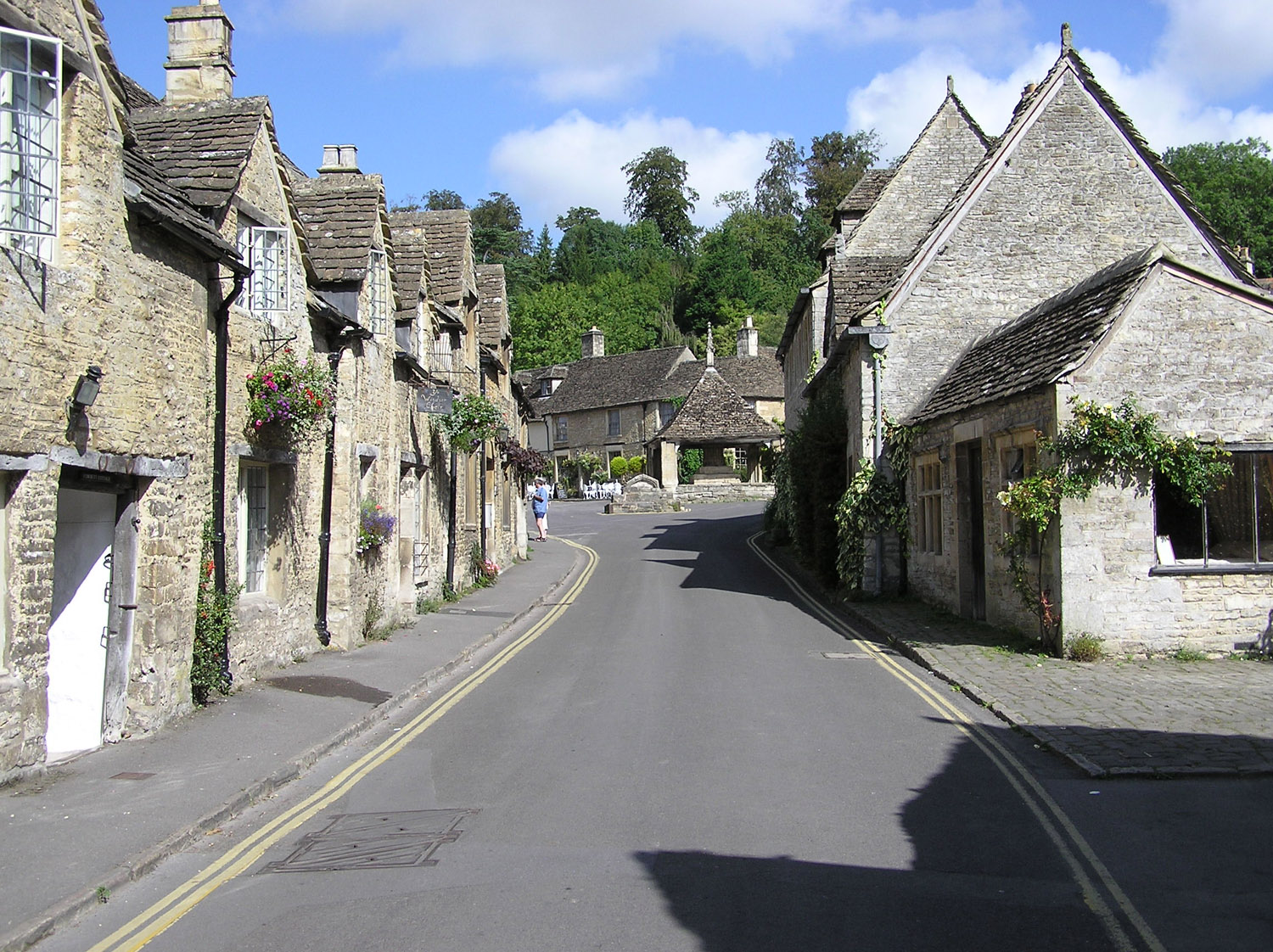
Główna ulica

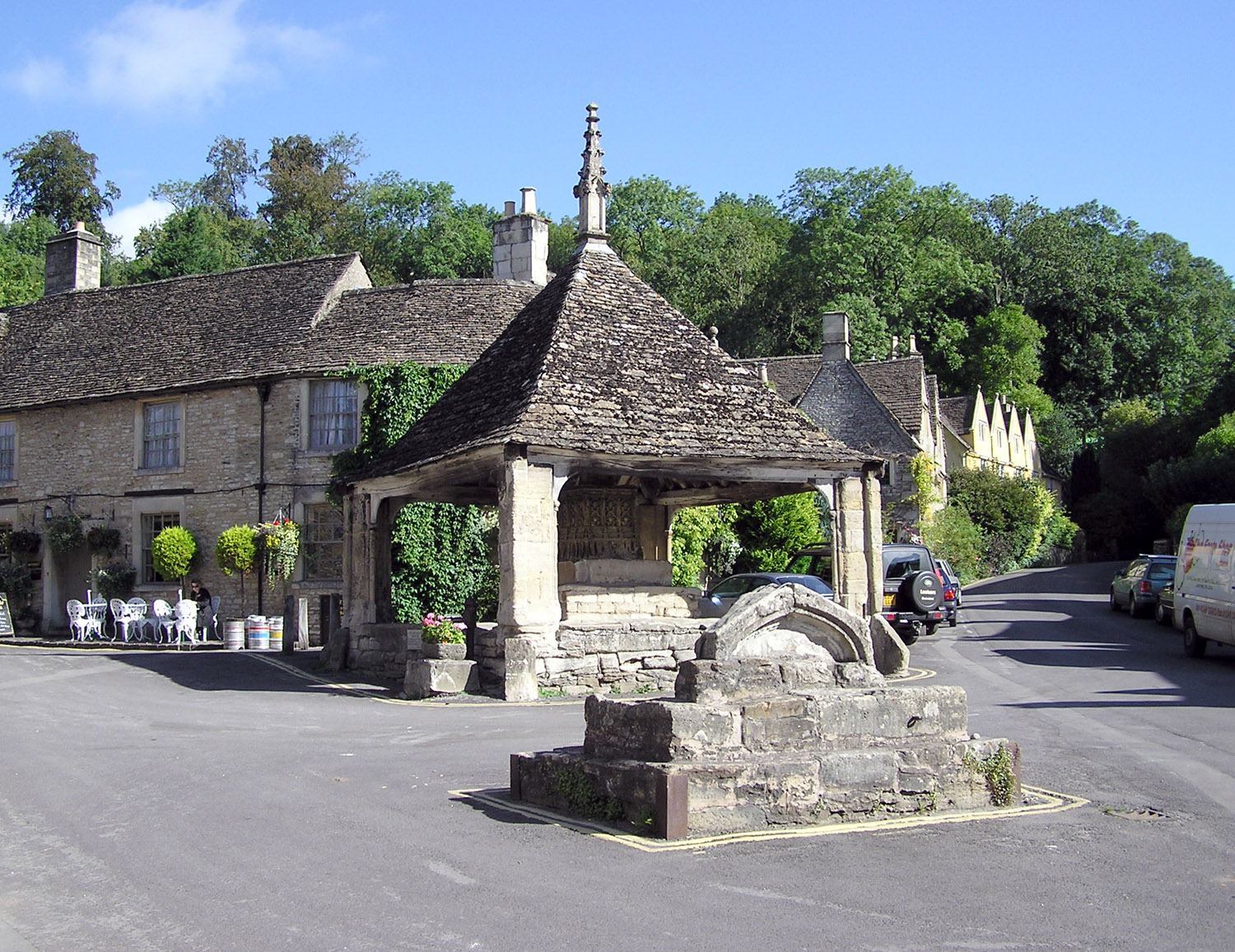
XIV-wieczny Market Cross. Na pierwszym planie stopnie do wsiadania na konia

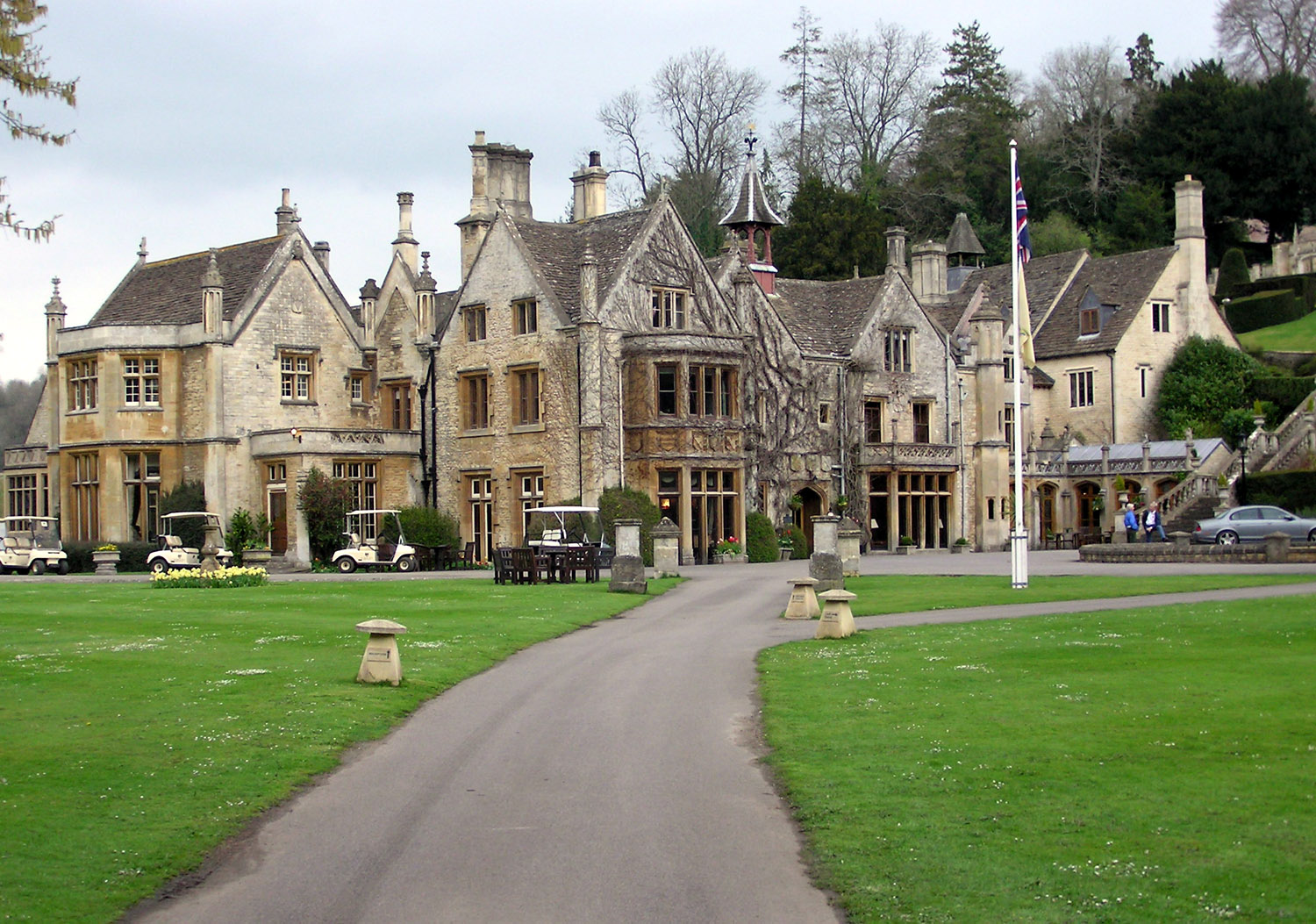
The Manor House Hotel

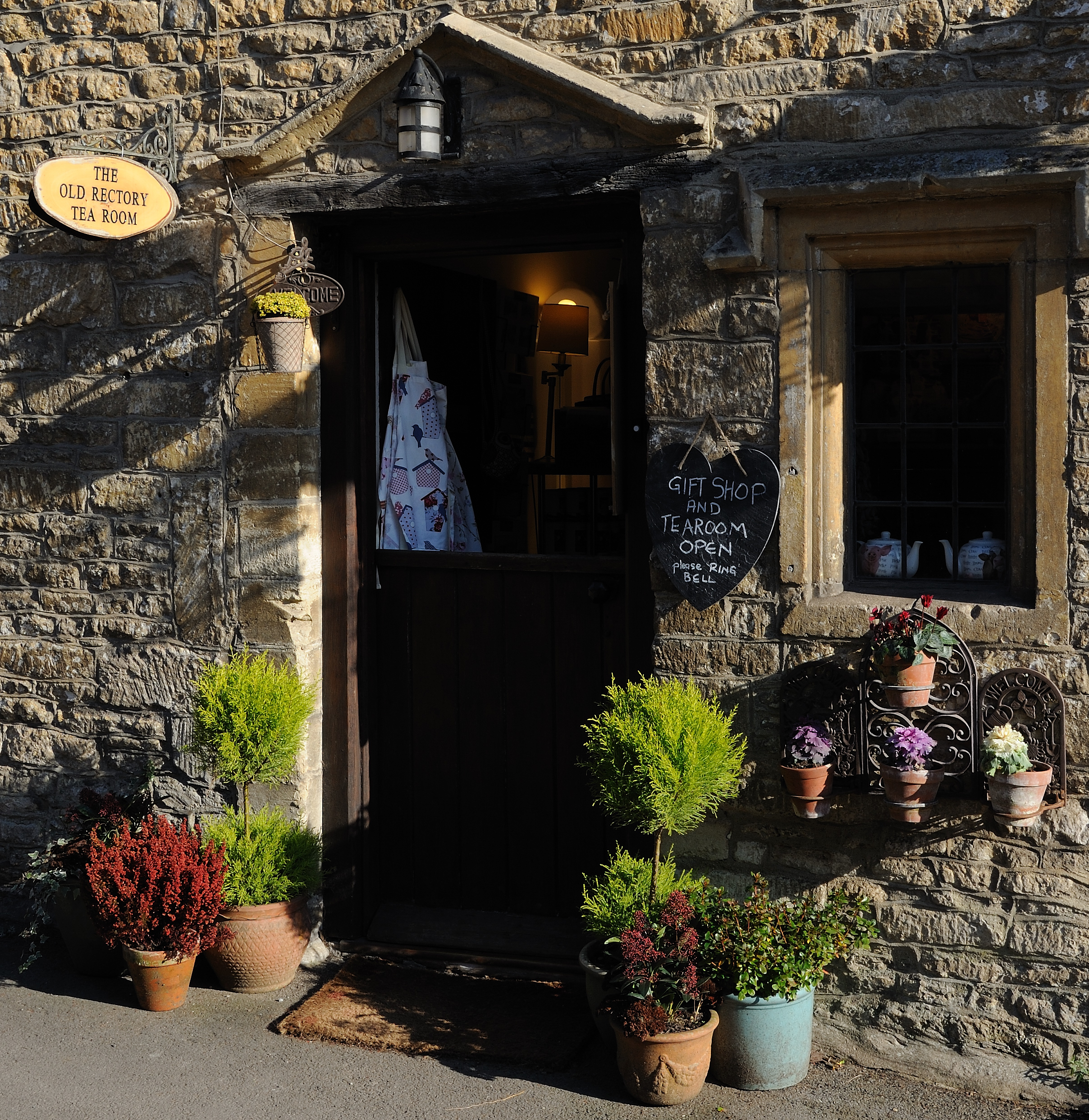
The Old Rectory Tea Room

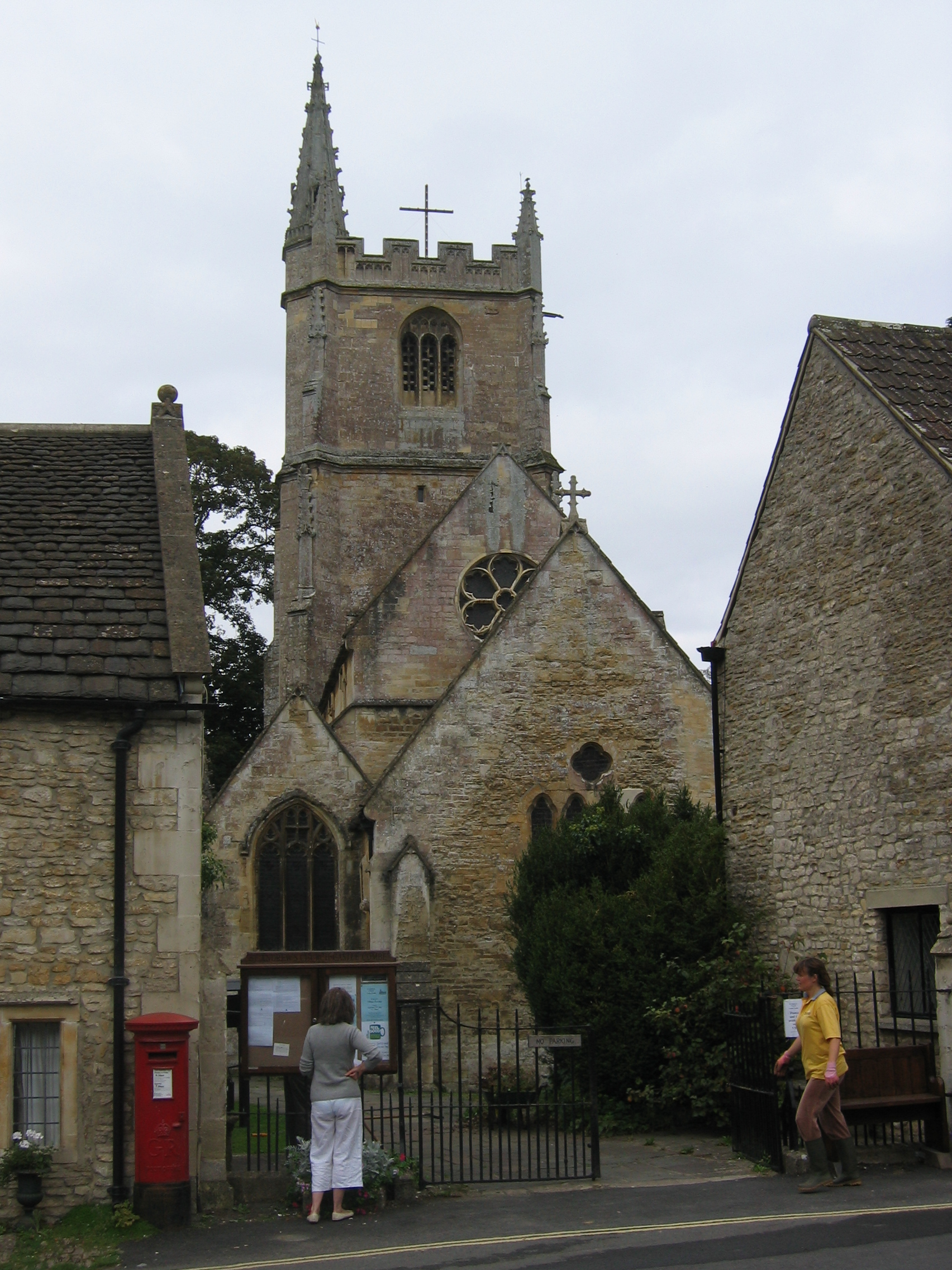
Kościół St Andrews

Castle Combe – wieś w Anglii, w hrabstwie Wiltshire. Leży 56 km na północny zachód od miasta Salisbury i 145 km na zachód od Londynu, na południowym krańcu pasma wzgórz wapiennych Cotswolds w dolinie, w tzw. obszarze o wybitnym pięknie naturalnym. W pobliżu znajdują się miejscowości Grittleton, Ford, Nettleton, Tiddleywink oraz odległe o 6 mil miasto Chippenham.
Znana ze średniowiecznego charakteru, który nadają jej kamienne domy mieszkalne, kościół i zabudowa rynku. Brak tam współczesnych latarń, anten satelitarnych i jest bardzo niewiele samochodów.
Była określana jako najpiękniejsza (1962), najlepsza (1993) i najbardziej malownicza (2001) wieś Wielkiej Brytanii.

## Historia
Zamek (ang. castle) występujący w nazwie dotyczył pierwotnie rzymskiej fortecy, w 1135 roku zastąpionej przez normańską budowlę kamienną. W XIV wieku zamek popadł w ruinę, a kamień został użyty do budowy domów mieszkalnych.
Prezbiterium kościoła św. Andrzeja pochodzi prawdopodobnie z XII wieku, budynek kościelny z czasów Ryszarda II (zm. 1400), a 24-metrowej wysokości wieżę zbudowano w 1434 roku. Na niej znajduje się nieposiadający tarczy Zegar z Castle Combe, jeden z nielicznych angielskich zegarów średniowiecznych, które nadal są czynne.
Znajdujący się na skrzyżowaniu trzech głównych ulic czternastowieczny Market Cross zbudowano, kiedy wieś uzyskała przywilej organizowania cotygodniowego targu. Kamienne stopnie w pobliżu służą do wsiadania i zsiadania z konia.
W XIV wieku wybudowano też dwór (ang. manor house), od 1947 będący hotelem Manor House Hotel, z 48 pokojami gościnnymi i 365 akrami ogrodów (1,5 km²), przez które przepływa potok By Brook. Hotel jest członkiem prestiżowej „Ligi Herbacianej” (ang. Tea Guild), laureatem przyznawanych przez nią nagród: The Tea Guild's Award of Excellence z 2009, 2011 i 2012 oraz The Tea Guild's Top City & Country Hotel Award 2010.
Rozkwit przypadł na wiek XV, kiedy osada znajdowała się w posiadaniu Millicent, żony sir Stephena Le Scrope'a, a następnie sir Johna Fastolfa (1380–1459), rycerza z Norfolk, który był jej właścicielem przez 50 lat. Fastolf rozwijał przemysł wełniany, dzięki któremu zaopatrywał własne wojsko oraz oddziały innych rycerzy walczących we Francji za czasów Henryka V. Specjalnie do celów farbowania i tkania wełny zostało zbudowanych 50 domów, a woda z potoku By Brook napędzała maszyny. W XIX w. przemysł wełniany zaczął upadać, gdyż produkcja była przenoszona większych miast; osada powróciła do rolnictwa.
Od 1617 roku nie wybudowano żadnych nowych domów. Kościół został odnowiony w 1851 roku.

## Współczesność
W 1947 roku w wyniku sprzedaży aukcyjnej wieś przestała być własnością potomka dawnych właścicieli Paula Lysleya, posiadacza 2800-akrowego terenu Castle Combe estate, na terenie którego leżała osada – przechodząc w ręce dotychczasowych mieszkańców za ceny od 100 do 200 funtów. Starania o pozyskanie czynił National Trust, jednak zrezygnował, zadowalając się pozyskaniem sąsiedniego Lacock. W 1960 roku wiele budynków zostało uznane za zabytki, co nałożyło na mieszkańców obowiązki remontowe; w efekcie wiele domów zmieniło właścicieli.
W 1993 roku miasteczko liczyło 75 mieszkańców.
W roku 2000 osada składała się z 47 zabytkowych budynków, tylko 3 osoby pracowały, nie było policjanta ani lekarza, za to wśród nowych mieszkańców znaleźli się ambasador ONZ i szejk Arabii Saudyjskiej; prócz tego do miasteczka sprowadzili się również emeryci i osoby kupujące mieszkania weekendowe.
W parlamencie Castle Combe jest reprezentowane przez Jamesa Graya, zaś w radzie hrabstwa Wiltshire przez Jane Scott, oboje z Partii Konserwatywnej.

## Filmy i powieści
Wieś była scenerią filmu Doctor Dolittle z 1967 roku, jednak deszczowa pogoda w lecie oraz niezadowolenie mieszkańców z powodu modyfikacji dokonanych przez producenta spowodowała przeniesienie planu do Kalifornii. Akcja powieści pisarza i reżysera Raymonda Austina, Find Me A Spy, Catch me a Traitor rozgrywa się w osadzie i dworze. Kręcono tu też: The Murder of Roger Ackroyd z 2000 roku – jeden z odcinków serialu o Herculesie Poirot Agatha Christie’s Poirot, oraz filmy Gwiezdny pył i Wilkołak. W latach 80. XX wieku sceneria służyła za tło kilku odcinków serialu Robin z Sherwood. We wrześniu 2010 wieś stała się terenem zdjęć do filmu Stevena Spielberga Czas wojny.

## Tor wyścigowy
W Castle Combe znajduje się mierzący 3 km długości „Castle Combe Circuit”, tor do wyścigów motorowych, zlokalizowany na terenie byłej jednostki lotniczej RAF. Ufundowany został przez Katherine Thomas, matkę byłego właściciela wsi, Paula Lysleya. Od otwarcia w 1950 zyskał opinię jednego z najlepszych w Wielkiej Brytanii, przyciągając znamienitych kierowców rajdowych, jak Stirling Moss, Nigel Mansell, Ayrton Senna czy David Coulthard. W czasie gdy jest zamknięty odbywają się tam też wyprzedaże bagażnikowe. Od 2012 roku corocznie na torze odbywa się impreza rowerowa Cycling Festival wraz z wyścigiem.

## Wyróżnienia
W 1962 roku osada wygrała w rankingu Brytyjskiego Stowarzyszenia Podróżniczego (ang. British Travel Association) mającego wybrać „najpiękniejszą wieś Anglii”; ranking został stworzony przez członka stowarzyszenia mającego przyjaciela w Castle Combe. W wyniku sztucznie stworzonej popularności napływać zaczęli nie tylko turyści, ale i ekipy filmowe, które, chcąc uzyskać archaiczne tło zdjęciowe, doprowadziły do usunięcia szyldów sklepowych, anten telewizyjnych oraz przekopywania terenu.
W 1993 roku osada została określona jako „najlepsza w Wielkiej Brytanii” na podstawie ankiety przeprowadzonej wśród 600 czytelników przewodnika Good Weekend Guide.
W 2001 roku wieś została określona jako „najbardziej malownicza” przez czasopismo British Heritage Magazine, otrzymując wyróżnienie 2001 Traveller’s Choice Awards.